# Härryda socken
Härryda socken i Västergötland ingick i Sävedals härad, ingår sedan 1971 i Härryda kommun och motsvarar från 2016 Härryda distrikt.
Socknens areal är 79,89 kvadratkilometer varav 72,68 land. År 2000 fanns här 2 119 invånare. Göteborg-Landvetter flygplats, tätorten Rya, småorterna Kullen och Sandsbacka och Risbacka samt tätorten Härryda med sockenkyrkan Härryda kyrka ligger i socknen.

## Administrativ historik
Socknen har medeltida ursprung.
Den 1 januari 1952 (enligt beslut den 3 mars 1950) överfördes ett område med 214 invånare (per den 31 december 1950) och omfattande en areal av 8,03 km², varav 7,92 km² land, till Björketorps socken i Älvsborgs län.
Vid kommunreformen 1862 övergick socknens ansvar för de kyrkliga frågorna till Härryda församling och för de borgerliga frågorna bildades Härryda landskommun. Landskommunen uppgick 1952 i Landvetters landskommun. 1971 uppgick Landvetters landskommun i Härryda kommun.
1 januari 2016 inrättades distriktet Härryda, med samma omfattning som församlingen hade 1999/2000.
Socknen har tillhört län, fögderier, tingslag och domsagor enligt vad som beskrivs i artikeln Sävedals härad. De indelta soldaterna tillhörde Elfsborgs regemente, Marks kompani och Göteborgs Stads-Vakts-kompani.

## Geografi och natur

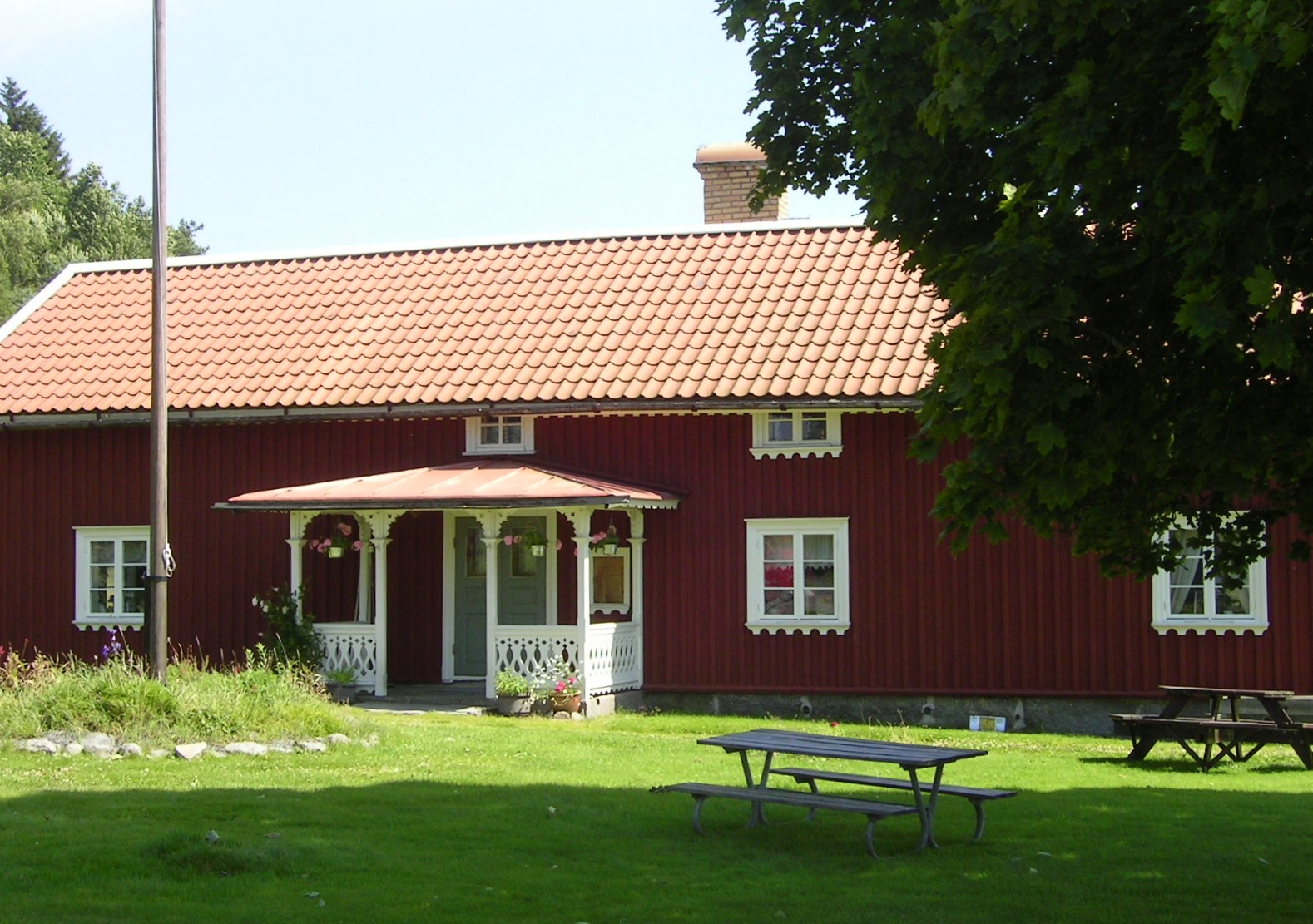
"Häradsdomarns", hembygdsgård

Härryda socken ligger sydost om Göteborg kring Mölndalsån. Socknen har odlingsbygd i ådalen och är i övrigt en sjörik skogsbygd.
Risbohults naturreservat är ett kommunalt naturreservat. Det finns gott om insjöar i socknen. De största är Stora Härsjön, Öxsjön och Stora Stamsjön som alla delas med Lerums socken i Lerums kommun, Sandsjön som delas med Landvetters socken samt Hornasjön.

## Fornlämningar
Några boplatser och lösfynd från stenåldern har påträffats liksom några stensättningar från senare perioder.

## Befolkningsutveckling
Befolkningen ökade från 619 1810 till 1 235 1880. Därefter varierade befolkningen från 1 170 år 1900 till 1 277 1940. efter en toppnotering på 1 449 invånare 1950 och en bottennotering på 1 154 1960 då den var som lägst under 1900-talet ökade befolkningen till 1 879 1990.

## Namnet
Namnet skrevs 1540 Herrida och kommer troligen från en gård där den äldsta kyrkan låg. Efterleden är ryd, 'röjning. Förleden innehåller ett ånamn, Hära, 'den gråa (ån)' syftande på Härsjöbäcken även kallad Härån.